# Lucas Faydherbe
Lucas Faydherbe (também escrito Lucas Faijdherbe; assinou como Lucas Fayd'herbe) (Mechelen, 19 de janeiro de 1617 – Mechelen, 31 de dezembro de 1697)foi um escultor e arquiteto flamengo que desempenhou um papel importante no desenvolvimento do Alto Barroco nos Países Baixos do Sul.

## Vida
Lucas Faydherbe foi o primeiro filho de Hendrik Faydherbe e da sua segunda mulher Cornelia Franchoys. A sua mãe era oriunda de uma família de artistas: o seu pai era o pintor de sucesso Lucas Franchoys, o Velho e os seus irmãos Lucas e Peter eram também pintores talentosos. A irmã do seu pai, Maria Faydherbe, foi reconhecida como uma escultora talentosa. O pai de Faydherbe dirigia um workshop de escultura decorativa e escultura em alabastro. Aqui Lucas aprendeu o básico da escultura. O seu pai morreu quando Lucas tinha doze anos. A sua mãe voltou a casar com o escultor Maximilian Labbé um ano depois. Lucas continuou o seu treino com Labbé.
Aos dezanove anos foi aceite como aprendiz na oficina de Peter Paul Rubens em Antuérpia, um enorme privilégio tendo em conta as centenas de candidatos para um número limitado de vagas. Depois de três anos, ele inesperadamente deixou a oficina de Rubens para se casar com Maria Snyers, que aguardava um filho dele. Também foi forçado a abandonar os seus planos de viajar para a Itália. Faydherbe retornou à sua cidade natal, Mechelen, onde, graças à intercessão de Rubens, foi rapidamente aceito como mestre na Guilda local de São Lucas. Radicado em Mechelen, trabalhou também em Bruxelas, Antuérpia e Oudenaarde.

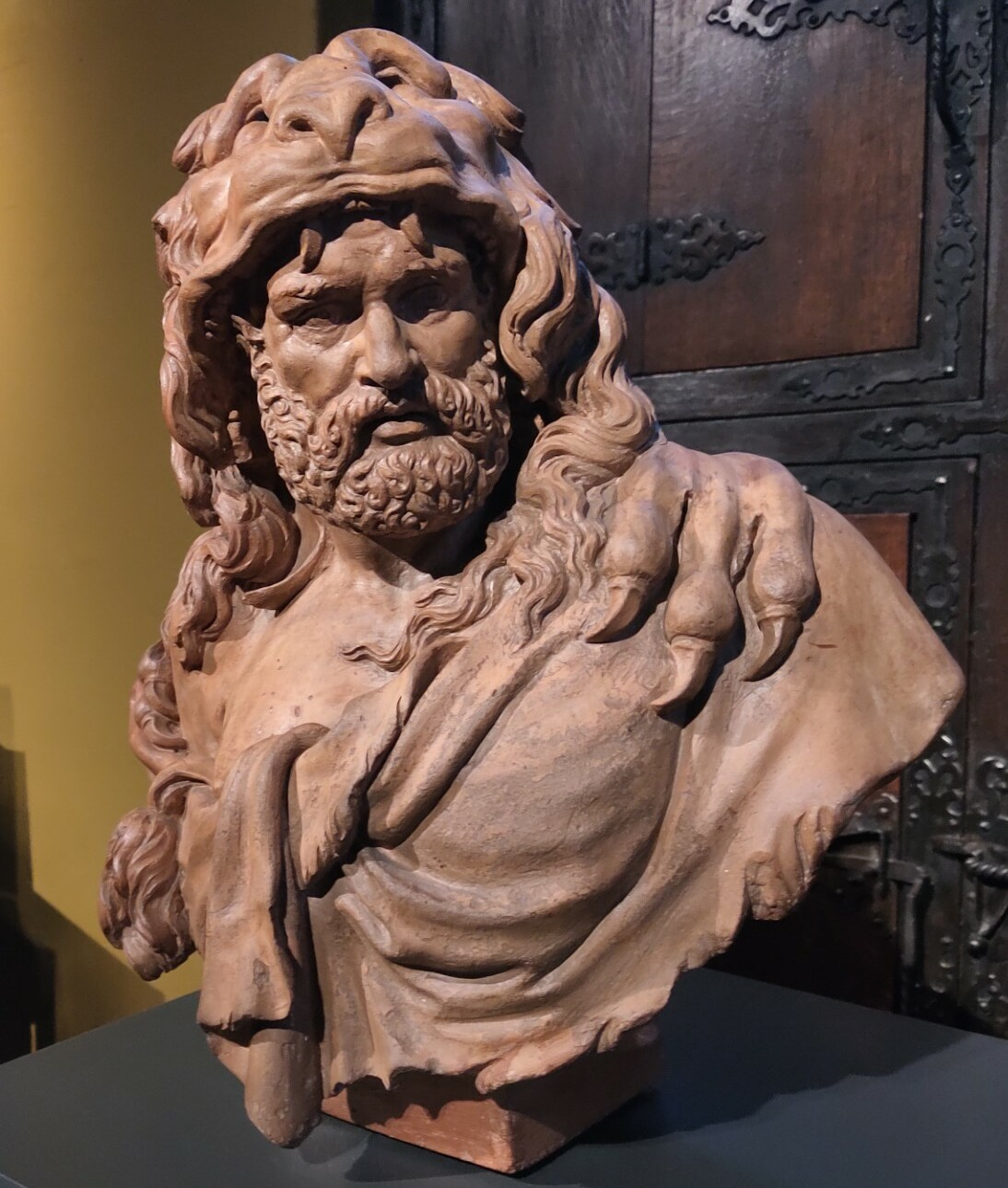
Busto de Hércules, Coleção Fundação Rei Balduíno

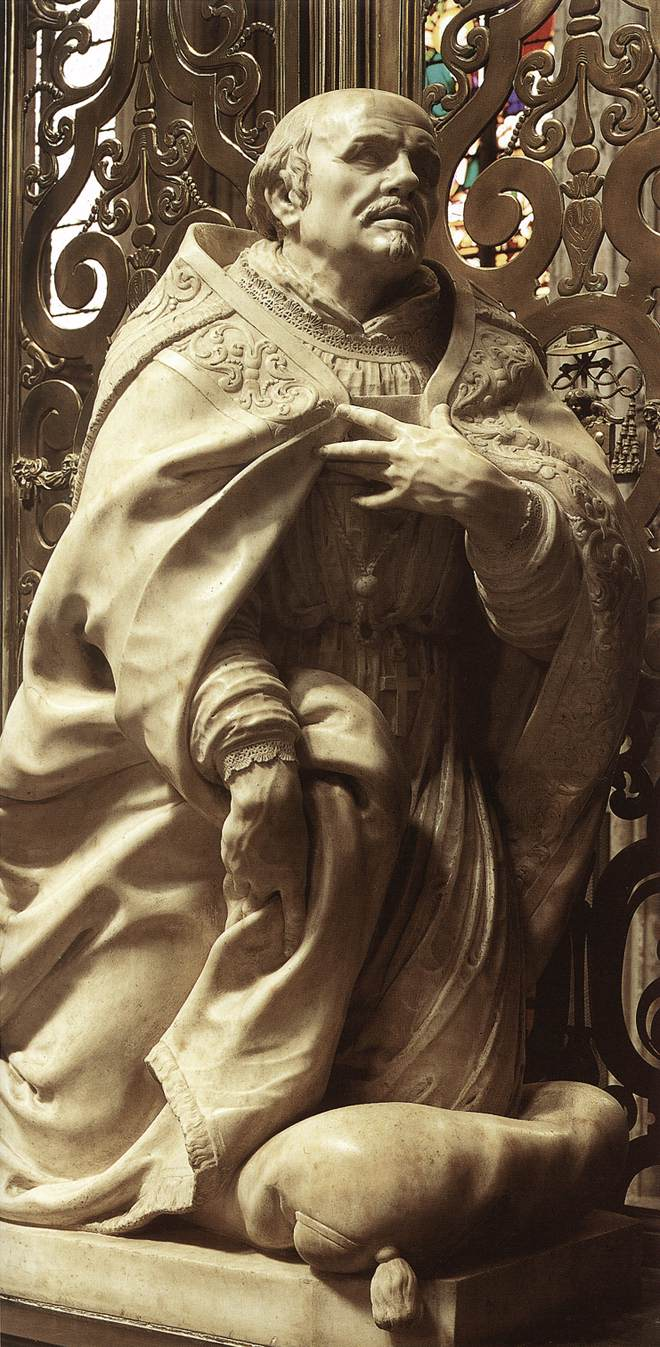
Tumba do Arcebispo Andreas Creusen, Catedral de St. Rumbold, Mechelen, 1660

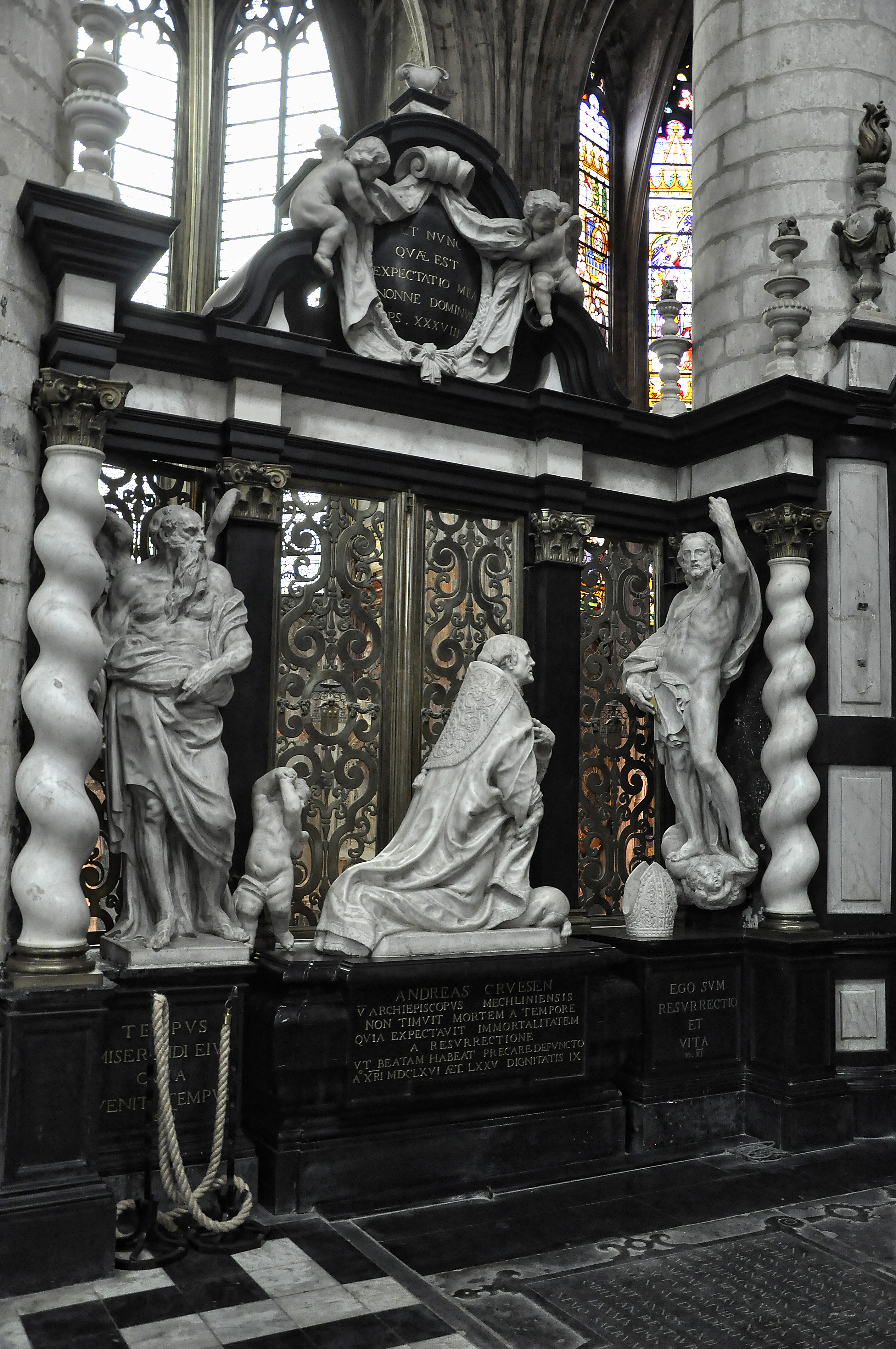
Monumento fúnebre do arcebispo Andreas Creusen, Catedral de São Rumbold, Mechelen

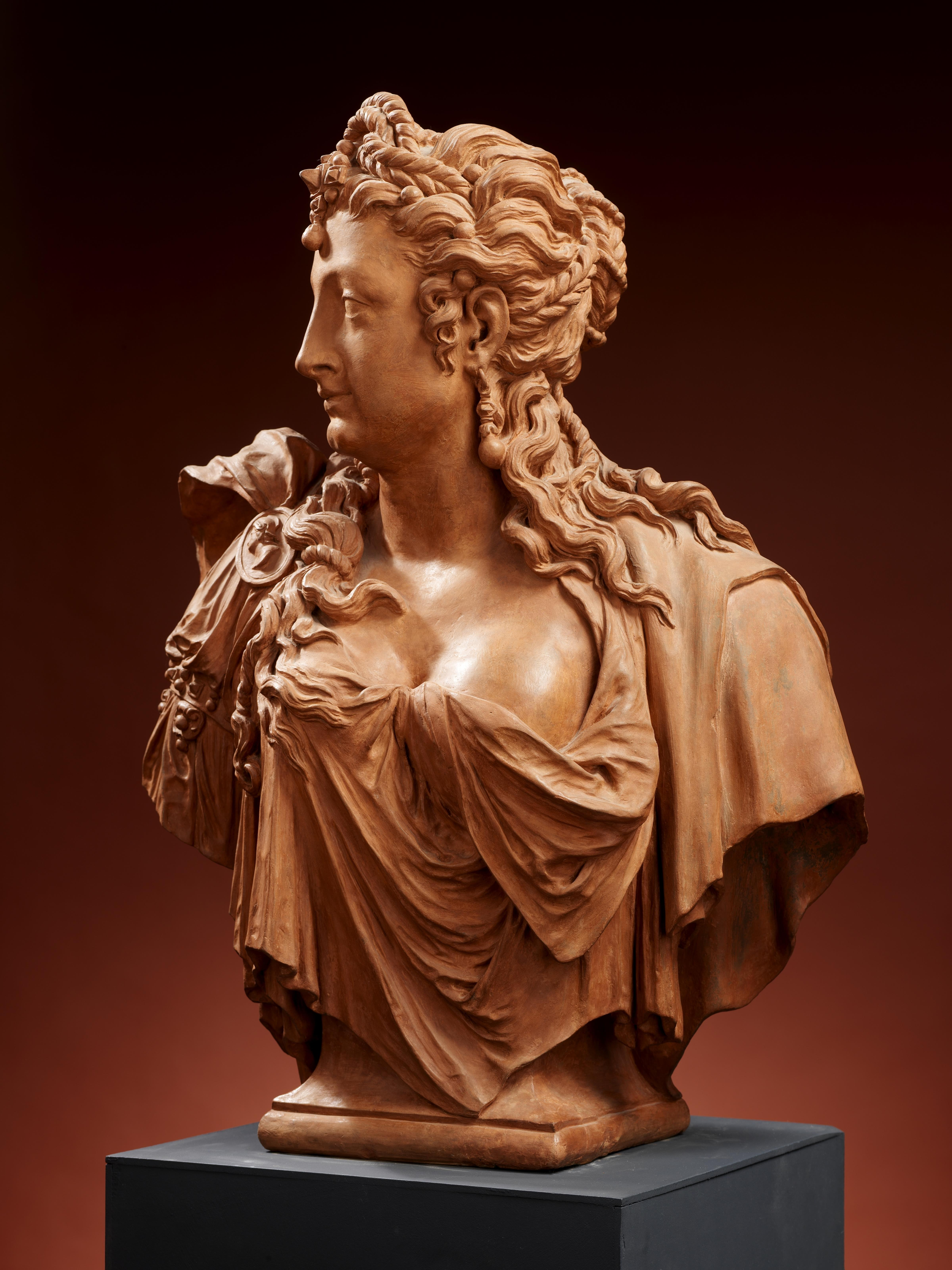
Ônfale

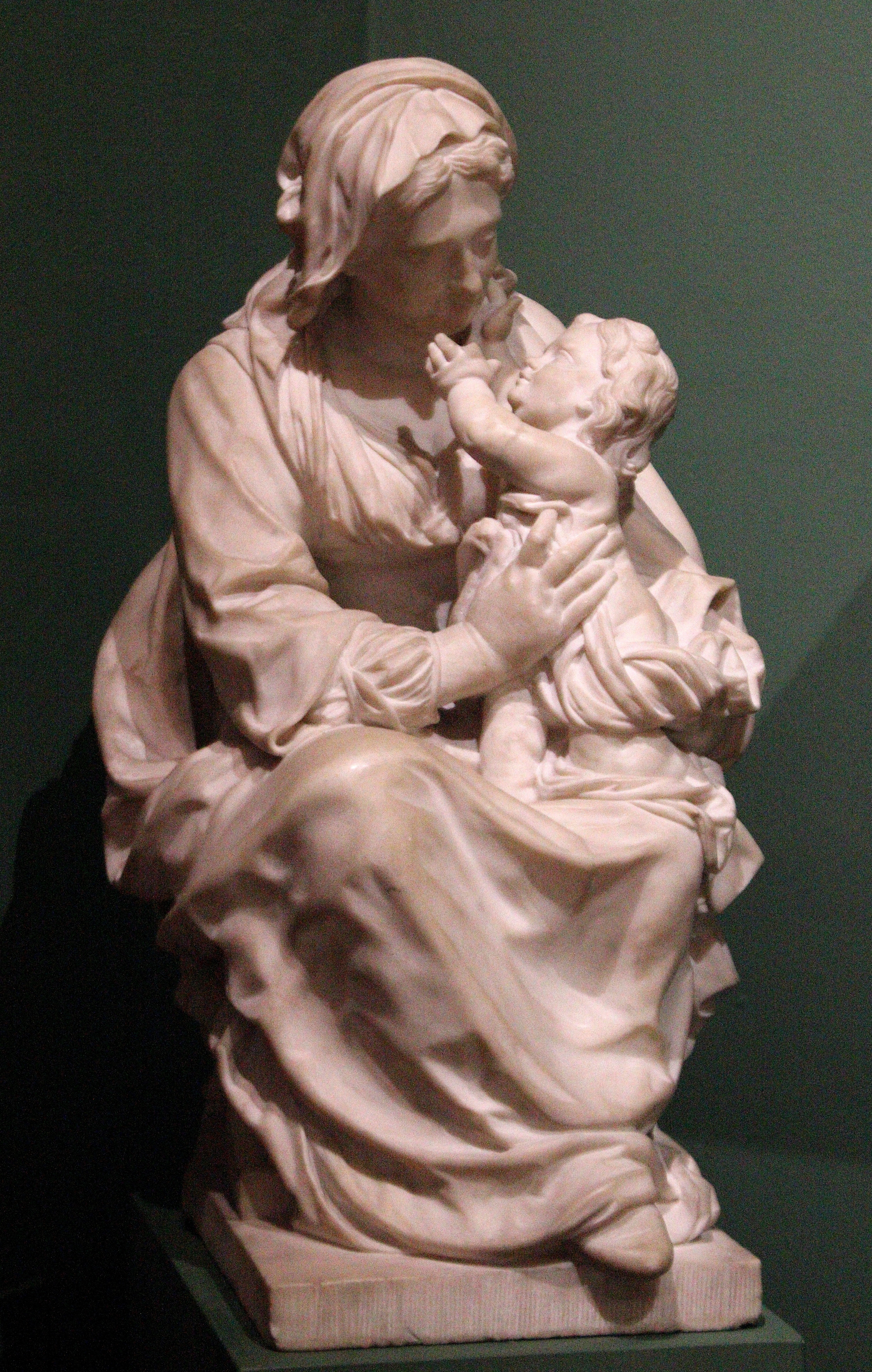
Madonna com o menino Jesus, Rockoxhuis, Antuérpia

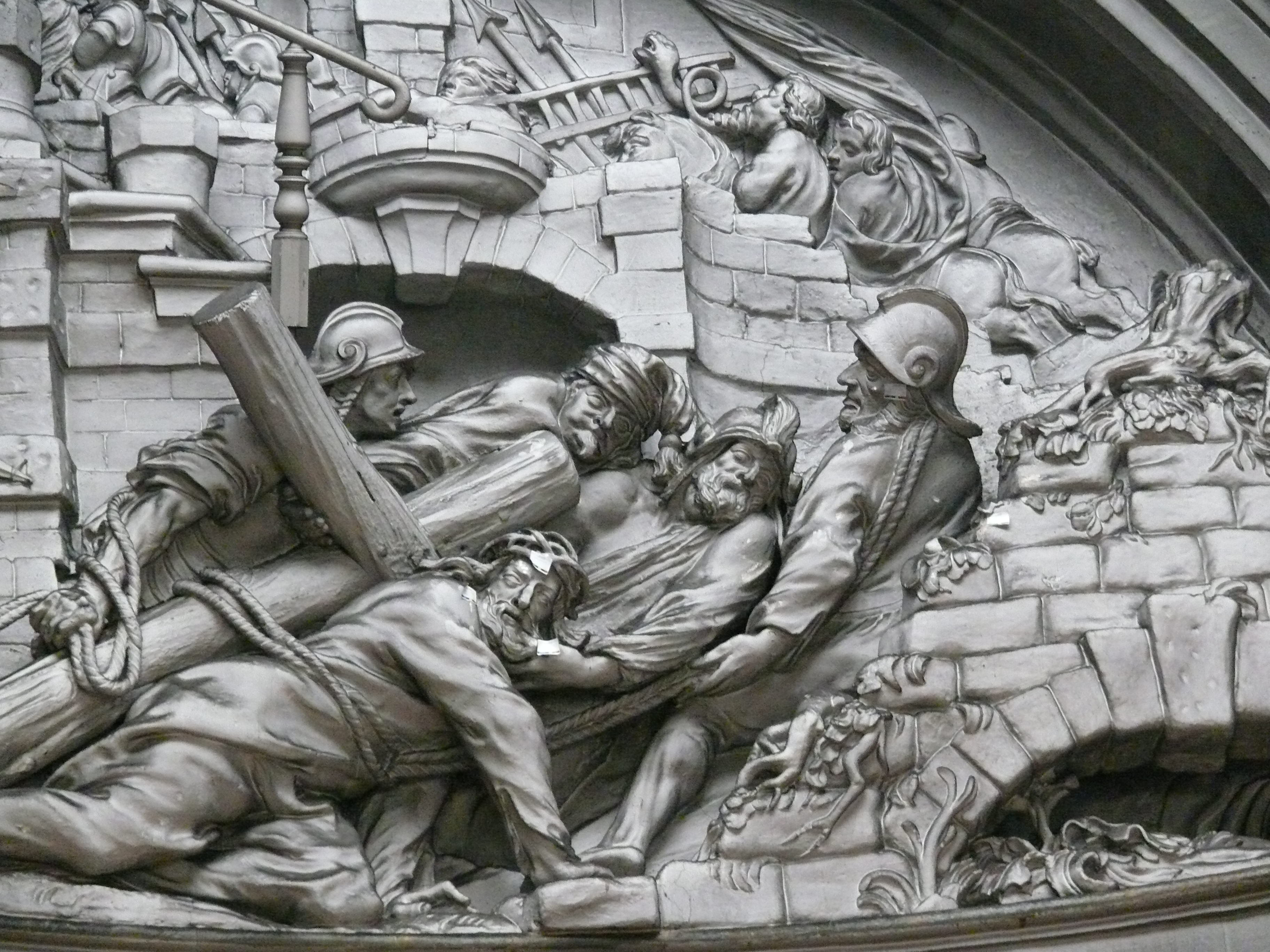
Cristo carregando a cruz, detalhe do relevo na Basílica de Nossa Senhora de Hanswijk

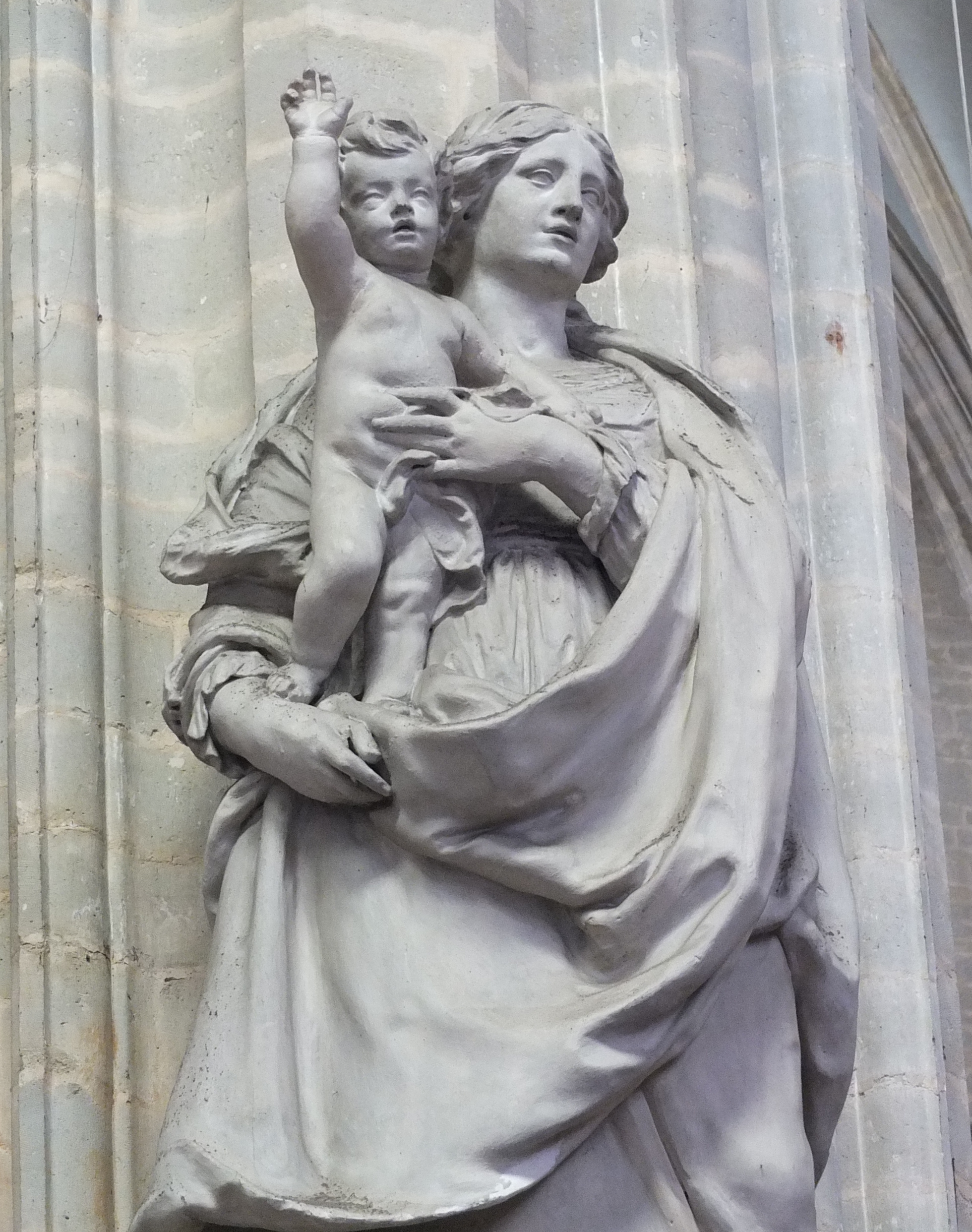
Madonna e criança, 1675, Nossa Senhora sobre a Igreja de Dijle, Mechelen

## Trabalhos notáveis

### Escultura
- Monumento fúnebre do arcebispo Andreas Creusen na Catedral de St. Rumbold, Mechelen
- Altar principal da Catedral de São Rumbold, Mechelen
- Altar principal da Igreja da Ascensão de Nossa Senhora, Watervliet, Flandres Oriental
- Mater Dolorosa na capela funerária de Rubens na Igreja de Santiago, Antuérpia [4]

### Arquitetura
- Basílica de Nossa Senhora de Hanswijk, Mechelen, uma mistura de igreja circular, de planta central, com nave longitudinal [5] [6]
- Igreja de Nossa Senhora de Leliendaal, Mechelen
- Igreja de Nossa Senhora das Clarissas Ricas (Notre-Dame das Clarissas Ricas), Bruxelas
- Capela de Santa Úrsula, na Igreja de Nossa Senhora de Sablon, Bruxelas
- Igreja de São João Batista no Beguinage, Bruxelas (atribuído) [7]